# Seznam představitelů Ústí nad Labem
Seznam představitelů Ústí nad Labem obsahuje starosty a předsedy MěNV a primátory.

## Starostové do roku 1945
| Obrázek | Od                 | Do                 | Jméno                                                              | Strana | Strana | Poznámka                                                          |
| ------- | ------------------ | ------------------ | ------------------------------------------------------------------ | ------ | ------ | ----------------------------------------------------------------- |
|         | 1388               | 1388               | Johann Stoer                                                       |        |        |                                                                   |
|         |                    |                    | ?                                                                  |        |        |                                                                   |
|         | 1565               | 1573               | Johannes Münch                                                     |        |        |                                                                   |
|         | 1573               | 1583               | Valentin Niger                                                     |        |        |                                                                   |
|         | 1583               | 1595               | Jakob Molerus Solinský ze Solina I.                                |        |        |                                                                   |
|         | 1595               | 1600               | Josef Herrmann                                                     |        |        |                                                                   |
|         | 1600               | 1602               | Georg Gall-Topinka                                                 |        |        |                                                                   |
|         | 1603               | 1609               | Jakob Molerus Solinský ze Solina I.                                |        |        | podruhé                                                           |
|         | 13. listopadu 1609 | 20. listopadu 1617 | JUDr. Jan Arnošt Schösser z Emblebenu                              |        |        |                                                                   |
|         | 1617/1618          | 1622/1623          | Mathäus Ulbrecht                                                   |        |        | [ p 1 ]                                                           |
|         | 1618               | 1619               | Mathäus Petzel                                                     |        |        | [ p 1 ]                                                           |
|         | 1622/1624          | 1624               | Benedikt Meusskönig z Miscinu / Benedikt Neuskonikg von Geiersperk |        |        | [ p 1 ]                                                           |
|         | 1624               | 1628               | Georg Etzelt                                                       |        |        |                                                                   |
|         | 1628               | 1633               | Mathäus Ulbrecht                                                   |        |        | podruhé                                                           |
|         | 1633               | 1634               | Georg Etzelt                                                       |        |        | podruhé                                                           |
|         | 1634               | 1637               | Jakob Molerus Solinský ze Solina II.                               |        |        |                                                                   |
|         | 1638               | 1642               | Christian Friedrich Windisch z Aschenfeldu                         |        |        |                                                                   |
|         | 1642               | 1647               | Phlilipp Wachtel z Eisfeldtu                                       |        |        |                                                                   |
|         | 1648               | 1648               | Adam Kippelt z Brunnensteinu I.                                    |        |        |                                                                   |
|         | 1649               | 1659               | Mathäus Franz Ulbrecht                                             |        |        |                                                                   |
|         | 1659               | 1664               | Johann Heinrich Tattik                                             |        |        |                                                                   |
|         | 1664               | 1671               | Johann Georg Etzelt                                                |        |        |                                                                   |
|         | 1671               | 1688               | Adam Adalbert Kippelt z Brunnensteinu II.                          |        |        |                                                                   |
|         | 1689               | 1699               | MUDr. Michael Franz Schmidt                                        |        |        |                                                                   |
|         | 1699               | 1702               | Ferdinand Hartl ze Scharfensteinu                                  |        |        |                                                                   |
|         | 1702               | 1709               | Mathes Ernst Reichel                                               |        |        |                                                                   |
|         | 1709               | 1714               | Mathes Franz Plattlich                                             |        |        |                                                                   |
|         | 1714               | 1717               | Ferdinand Hartl ze Scharfensteinu                                  |        |        | podruhé                                                           |
|         | 1718               | 1727               | Johann Wenzel Kleinnikel                                           |        |        |                                                                   |
|         | 1727               | 1729               | Michael Anton Fock                                                 |        |        |                                                                   |
|         | 1729               | 1753               | Ferdinad Franz Hartl ze Scharfensteinu                             |        |        |                                                                   |
|         | 1754               | 1755               | Mathias Kalliwoda                                                  |        |        |                                                                   |
|         | 1755               | 1758               | Bernard Hladky                                                     |        |        |                                                                   |
|         | 1759               | 1780               | Andreas Eisbrich                                                   |        |        |                                                                   |
|         | 1780               | 1788               | Franz Christoph Meixner                                            |        |        |                                                                   |
|         | 2. července 1788   | 22. září 1789      | Franz Xaver Josef Köhler                                           |        |        | zemřel ve funkci                                                  |
|         | 7. prosince 1789   | 31. ledna 1792     | Franz Johann Steydler                                              |        |        | resignoval                                                        |
|         | 31. ledna 1792     | 1. ledna 1793      | Adalbert Wenzel Tham                                               |        |        | zemřel ve funkci, jeho syn Adalbert Ignaz Tham byl také starostou |
|         | 19. června 1793    | říjen 1793         | Philipp Büchel                                                     |        |        | resignoval                                                        |
|         | říjen 1793         | 1797               | Franz Kern                                                         |        |        | resignoval                                                        |
|         | 12. února 1798     | 1. ledna 1799      | Wenzel Pokorny                                                     |        |        | resignoval                                                        |
|         | 1. října 1799      | 17. února 1831     | Johann Maresch                                                     |        |        | ve funkci starosty spáchal sebevraždu                             |
|         | jaro 1831          | 13. dubna 1833     | Franz Arnold                                                       |        |        | resignaci podal již 23. října 1832                                |
|         | 25. června 1833    | 11. února 1838     | Adalbert Ignaz Tham                                                |        |        | resignoval, syn starosty Adalberta Wenzela Thama                  |
|         | 11. dubna 1838     | 1849               | Josef Hoyer                                                        |        |        |                                                                   |
|         | 11. září 1850      | 9. dubna 1859      | Raimund Kellermann                                                 |        |        | zemřel ve funkci                                                  |
|         | 26. května 1859    | 20. října 1864     | Anton Rösler                                                       |        |        |                                                                   |
|         | 20. října 1864     | 20. ledna 1883     | Anton Strohschneider                                               |        |        | zemřel ve funkci                                                  |
|         | 3. února 1883      | 20. června 1883    | MUDr. Josef Daranth                                                |        |        |                                                                   |
|         | 20. června 1883    | 5. ledna 1887      | Josef Kanneberger                                                  |        |        | rezignaci podal již 2. prosince 1886                              |
|         | 5. ledna 1887      | 21. října 1889     | Adolf Kögler                                                       |        |        |                                                                   |
|         | 4. prosince 1889   | 9. března 1892     | Franz Lange                                                        |        |        | resignaci podal již 1. února 1892                                 |
|         | 16. března 1892    | 3. ledna 1895      | Adolf Kögler                                                       |        |        | podruhé                                                           |
|         | 3. ledna 1895      | 16. července 1914  | JUDr. Franz Ohnsorg                                                |        |        |                                                                   |
|         | 16. července 1914  | 1919               | Dr. chem. Friedrich Wilhelm Bornemann                              |        | DFP    |                                                                   |
|         | 3. července 1919   | 28. února 1920     | Franz Kapusta                                                      |        | DSAP   | zemřel ve funkci                                                  |
|         | 29. března 1920    | 8. října 1923      | Leopold Pölzl                                                      |        | DSAP   |                                                                   |
|         | 8. října 1923      | 1931               | Dr. Karl Shöppe                                                    |        | DNP    |                                                                   |
|         | 1931               | 1938               | Leopold Pölzl                                                      |        | DSAP   | podruhé                                                           |
|         | 1938               | 1940               | Dr. Richard Tauche                                                 |        | SdP    | 1. května 1939 úředně jmenován vrchním starostou města            |
|         | 29. března 1940    | 1940               | Franz Czermak                                                      |        | NSDAP  |                                                                   |
|         | 1940               | 1945               | Dr. Wolfgang Nittner                                               |        | NSDAP  |                                                                   |

## Předsedové MěNV
| Obrázek | Od                | Do                | Jméno                     | Strana | Strana | Poznámka         |
| ------- | ----------------- | ----------------- | ------------------------- | ------ | ------ | ---------------- |
|         | 16. května 1945   | 3. března 1946    | Josef Vondra              |        | ČSNS   |                  |
|         | 3. března 1946    | 3. července 1946  | Josef Krkoška             |        | KSČ    |                  |
|         | 3. července 1946  | 18. června 1949   | Ladislav Dušek            |        | KSČ    |                  |
|         | 18. června 1949   | 3. října 1950     | František Černý           |        | KSČ    |                  |
|         | 3. října 1950     | 26. května 1954   | Josef Grolmus             |        | KSČ    |                  |
|         | 26. května 1954   | 24. června 1960   | Emil Smolař               |        | KSČ    |                  |
|         | 24. června 1960   | 12. dubna 1967    | Jiří Mohaupt              |        | KSČ    |                  |
|         | 12. dubna 1967    | 17. dubna 1968    | Josef Klaban              |        | KSČ    |                  |
|         | 1. června 1968    | 2. prosince 1969  | Jaroslav Dvořák           |        | KSČ    | podal demisi     |
|         | 2. prosince 1969  | 12. prosince 1971 | Josef Krupka              |        | KSČ    | odvolán          |
|         | 14. prosince 1971 | 24. července 1981 | František Horáček         |        | KSČ    | zemřel ve funkci |
|         | 29. října 1981    | 5. dubna 1983     | František Rejtoral        |        | KSČ    |                  |
|         | 5. dubna 1983     | 24. června 1986   | ing. Stanislav Erben CSc. |        | KSČ    |                  |

## Primátoři
| Obrázek | Od                 | Do                 | Jméno                | Strana | Strana | Poznámka                      |
| ------- | ------------------ | ------------------ | -------------------- | ------ | ------ | ----------------------------- |
|         | 24. června 1986    | 11. března 1989    | ing. Pavel Bronec    |        | KSČ    | odvolán                       |
|         | 11. března 1989    | 22. března 1990    | ing. Josef Kubice    |        | KSČ    | odvolán                       |
|         | 22. března 1990    | 11. prosince 1990  | ing. Jan Schmidt     |        | OF     |                               |
|         | 11. prosince 1990  | 5. prosince 1994   | Lukáš Mašín          |        | OF     |                               |
|         | 5. prosince 1994   | 6. října 1997      | Josef Jílek          |        | ODS    | zemřel ve funkci              |
|         | 6. října 1997      | 17. prosince 1999  | ing. Ladislav Hruška |        | ODS    |                               |
|         | 17. prosince 1999  | 14. listopadu 2002 | ing. Miroslav Pátek  |        | ODS    |                               |
|         | 14. listopadu 2002 | 22. června 2006    | Mgr. Petr Gandalovič |        | ODS    |                               |
|         | 22. června 2006    | 11. listopadu 2010 | Mgr. Jan Kubata      |        | ODS    |                               |
|         | 11. listopadu 2010 | 10. listopadu 2014 | ing. Vít Mandík      |        | ČSSD   |                               |
|         | 11. října 2014     | 24. června 2015    | ing. Josef Zikmund   |        | za ANO | odvolán zastupitelstvem města |
|         | 24. června 2015    | 19. listopadu 2018 | Věra Nechybová       |        | nestr. |                               |
|         | 19. listopad 2018  | úřadující          | ing. Petr Nedvědický |        | ANO    |                               |